# Piasto, o Forja Rodas

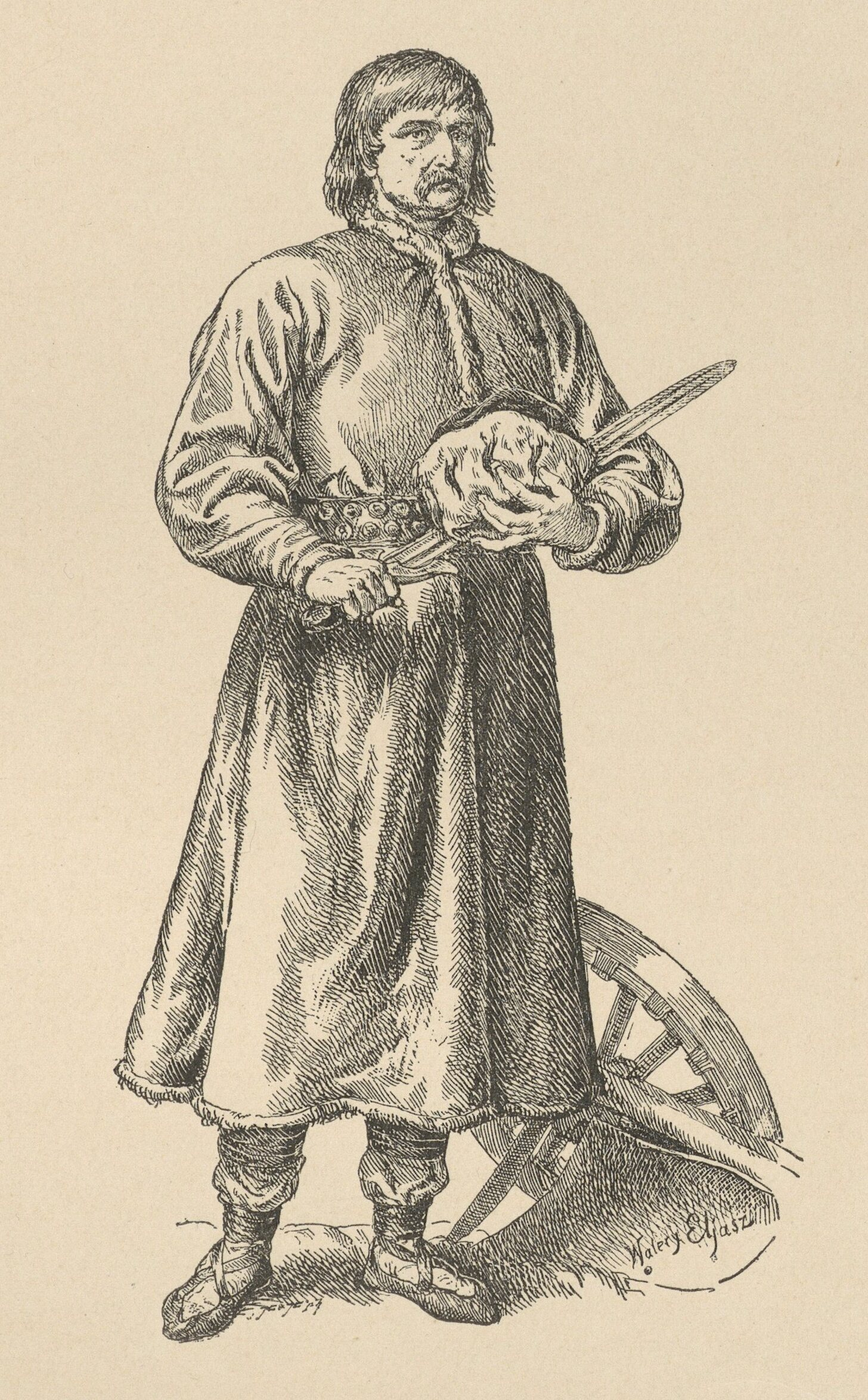

Piasto, o Forja-Rodas (em latim: Piastus; em polonês/polaco: Piast Kołodziej; c. 840–870) é uma figura lendária da pré-história da Polônia (século VIII ou IX), fundador da dinastia Piasta que governaria durante o período inicial do Reino da Polônia.
Segundo a alegórica Crônica polonesa, ele em certa ocasião foi surpreendido com a chegada inesperada em sua casa de dois estrangeiros. Eles pediram se podiam ficar com Piasto e sua família a fim de comemorarem o sétimo aniversário do filho de Piasto, Siemowit. Piasto deixou-os entrar e convidou-os para a festa. Em retribuição por sua hospitalidade, os convidados fizeram uma bênção especial, que assegurava que na casa dos piastas nunca iria faltar comida. Vendo esta bênção, os compatriotas de Piasto decidiram que ele seria seu novo príncipe, uma vez que o atual príncipe Popiel estava desaparecido. Piasto tornou-se o novo líder do país. Acredita-se também ser ele o trisavô de Miecislau I, o primeiro governante da Polônia e pai do primeiro rei polonês, Boleslau I.
O genitivo plural do nome 'Kołodziej' é 'Kołodziejów', que alegoricamente (embora gramaticalmente incorreto) significa 'roda do tempo'. A forma genitiva do nome Piast é 'Piasta', ou 'o eixo da roda'.
A história da Dinastia piasta começou a se desenvolver logo após o historiador Adam Naruszewicz (1733–1796) ter usado pela primeira vez o termo dinastia piasta para os primeiros governantes dos Polanos. Certo número de governantes que controlaram seus ducados na Silésia, como o último piasta Jorge IV Guilherme de Legnica, duque de Legnica e Brzeg, que morreu em 1675, já tinha começado a usar o nome Piasta.